# Catalogazione dei beni culturali
La catalogazione dei beni culturali è il processo di classificazione, registrazione e descrizione di un bene culturale; l'insieme delle schede di catalogazione costituisce il catalogo.
Per attuare la catalogazione vengono utilizzati standard specifici per ciascuna tipologia di bene catalogato: patrimonio archeologico, architettonico, storico artistico, librario, etnoantropologico.

## Italia
In Italia le regioni promuovono e coordinano il censimento e la catalogazione secondo le metodologie nazionali definite in cooperazione con gli organi statali competenti e partecipano alla definizione degli standard di catalogazione.
La catalogazione dei beni librari segue le regole dell'Istituto centrale per il catalogo unico delle biblioteche italiane e per le informazioni bibliografiche (ICCU).
Gli standard e gli strumenti di catalogazione dei beni culturali sono invece definiti dall'Istituto centrale per il catalogo e la documentazione (ICCD), organo del Ministero per i beni e le attività culturali.
In Italia il Catalogo generale del patrimonio culturale raccoglie i risultati della catalogazione ed è pubblicato online nel Catalogo generale de beni culturali. Il progetto ministeriale prevede la graduale pubblicazione digitalizzata e l'integrazione coi dati raccolti dai centri di documentazione regionali.